# 中央子午線 (行星)
中央子午線（central meridian）是觀測者所見貫穿天體（例如：行星、衛星或恆星）表面地理中心點的子午線。
這個術語一般使用在觀測天文學，理論上是指天體位於地球上觀測者的天頂時，穿過該天體盤面中心的子午線。假想的線是從地球的中心到該天體的中心繪製的，這條線和天體表面之間的交集稱為地下點（sub-Earth point）。
由於天體自轉和軌道對齊的方式，觀測者所見的中央子午線會隨著時間改變。例如，考慮從月球上看見的地球。將有一條穿過地球可見圓盤中心的子午線（假設是西經75°），但這並不是地球的本初子午線（0 ° W / 0 ° E）。隨著地球的自轉，從月球上看見的中央子午線也會改變。